# Wahlkreis Corigliano-Rossano (Camera dei deputati)
Der Wahlkreis Corigliano-Rossano ist seit 2020 ein Wahlkreis (italienisch collegio elettorale) für die Wahl der Abgeordnetenkammer.

## Wahlkreisgebiet
| Wahlkreise – Camera dei deputati – Kalabrien | Wahlkreise – Camera dei deputati – Kalabrien     | Wahlkreise – Camera dei deputati – Kalabrien                |
| Provinz                                      | Provinz                                          | Gemeinden nach Provinzen ⮞ Wahlkreis                        |
| -------------------------------------------- | ------------------------------------------------ | ----------------------------------------------------------- |
|                                              | Metropolitanstadt Reggio Calabria (97 Gemeinden) | 71 ⮞ Wahlkreis Reggio Calabria 26 ⮞ Wahlkreis Vibo Valentia |
|                                              | Provinz Catanzaro (80 Gemeinden)                 | alle ⮞ Wahlkreis Catanzaro                                  |
|                                              | Provinz Cosenza (150 Gemeinden)                  | 98 ⮞ Wahlkreis Cosenza 52 ⮞ Wahlkreis Corigliano-Rossano    |
|                                              | Provinz Crotone (27 Gemeinden)                   | alle ⮞ Wahlkreis Corigliano-Rossano                         |
|                                              | Provinz Vibo Valentia (50 Gemeinden)             | alle ⮞ Wahlkreis Vibo Valentia                              |

Der Wahlkreis umfasst 79 Gemeinden:
- alle 27 Gemeinden der Provinz Crotone;
- 52 Gemeinden der Provinz Cosenza (Acquaformosa, Acri, Albidona, Alessandria del Carretto, Altomonte, Amendolara, Bocchigliero, Calopezzati, Caloveto, Campana, Canna, Cariati, Cassano all’Ionio, Castroregio, Castrovillari, Celico, Cerchiara di Calabria, Civita, Corigliano-Rossano, Cropalati, Crosia, Firmo, Francavilla Marittima, Frascineto, Longobucco, Lungro, Mandatoriccio, Montegiordano, Morano Calabro, Nocara, Oriolo, Paludi, Pietrapaola, Plataci, Rocca Imperiale, Roseto Capo Spulico, San Basile, San Cosmo Albanese, San Demetrio Corone, San Donato di Ninea, San Giorgio Albanese, San Giovanni in Fiore, San Lorenzo Bellizzi, San Lorenzo del Vallo, Saracena, Scala Coeli, Spezzano Albanese, Terranova da Sibari, Terravecchia, Trebisacce, Vaccarizzo Albanese und Villapiana).

## Wahlergebnisse

### Parlamentswahl 2022
| Kandidaten                          | Kandidaten                 | Stimmen | %    | Listen                                                  | Stimmen | %    |
| ----------------------------------- | -------------------------- | ------- | ---- | ------------------------------------------------------- | ------- | ---- |
|                                     | Domenico Furgiuelegewählt  | 57.713  | 38,1 | Fratelli d’Italia                                       | 25.675  | 17,0 |
| Forza Italia                        | Domenico Furgiuelegewählt  | 57.713  | 38,1 | 22.020                                                  | 14,5    |      |
| Lega per Salvini Premier            | Domenico Furgiuelegewählt  | 57.713  | 38,1 | 8.689                                                   | 5,7     |      |
| Noi Moderati                        | Domenico Furgiuelegewählt  | 57.713  | 38,1 | 1.329                                                   | 0,9     |      |
|                                     | Vittoria Baldino           | 53.342  | 35,2 | Movimento 5 Stelle                                      | 53.342  | 35,2 |
|                                     | Giovanni Papasso           | 27.551  | 18,2 | Partito Democratico – Italia Democratica e Progressista | 21.289  | 14,1 |
| Alleanza Verdi e Sinistra           | Giovanni Papasso           | 27.551  | 18,2 | 3.248                                                   | 2,1     |      |
| Impegno Civico – Centro Democratico | Giovanni Papasso           | 27.551  | 18,2 | 1.640                                                   | 1,1     |      |
| +Europa                             | Giovanni Papasso           | 27.551  | 18,2 | 1.374                                                   | 0,9     |      |
|                                     | Domenico Mazza             | 4.862   | 3,2  | Azione – Italia Viva                                    | 4.862   | 3,2  |
|                                     | Carolina De Leo            | 1.865   | 1,2  | Italexit per l’Italia                                   | 1.865   | 1,2  |
|                                     | Maria Angelica Stamato     | 1.612   | 1,1  | Unione Popolare                                         | 1.612   | 1,1  |
|                                     | Natale Giuseppe Calabretta | 1.579   | 1,0  | Italia Sovrana e Popolare                               | 1.579   | 1,0  |
|                                     | Marianna Gorpia            | 826     | 0,5  | Partito Comunista Italiano                              | 826     | 0,5  |
|                                     | Vittoria Villirillo        | 586     | 0,4  | Noi di Centro – Europeisti                              | 586     | 0,4  |
|                                     | Eraldo Rizzuti             | 434     | 0,3  | Alternativa per l’Italia (PdF – Exit)                   | 434     | 0,3  |
|                                     | Domenico Nigro Di Gregorio | 315     | 0,2  | Partito Animalista – UCDL – 10 Volte Meglio             | 315     | 0,2  |
|                                     | Sara Cunial                | 291     | 0,2  | Vita                                                    | 291     | 0,2  |
|                                     | Valeria Nisticò            | 203     | 0,1  | Sud chiama Nord                                         | 203     | 0,1  |
|                                     | Claudia Castro             | 200     | 0,1  | Forza del Popolo                                        | 200     | 0,1  |
| Gesamt                              | Gesamt                     | 151.379 | 100  |                                                         | 151.379 | 100  |
|                                     |                            |         |      |                                                         |         |      |
| Ungültige Stimmen                   | Ungültige Stimmen          | 8.554   | 5,3  |                                                         |         |      |
| Wähler                              | Wähler                     | 159.933 | 47,5 |                                                         |         |      |
| Wahlberechtigte                     | Wahlberechtigte            | 336.428 |      |                                                         |         |      |
|                                     |                            |         |      |                                                         |         |      |
| Quelle: Innenministerium            |                            |         |      |                                                         |         |      |